# Milton Persson
Milton Pedro Persson (Estrela, 24 de abril de 1929) é um advogado e tradutor brasileiro.

## Biografia
Bacharel em Direito pela Pontifícia Universidade Católica do Rio Grande do Sul, em Porto Alegre. Entre os anos de 1964 e 1965 residiu em Londres e em Paris, tendo encerrado os trabalhos de tradução no ano de 1974. Apesar de nunca ter estudado idiomas, traduziu obras do alemão, francês, inglês, grego e espanhol.